# Prionop crestagroc
El prionop crestagroc (Prionops alberti) és un ocell de la família dels vàngids (Vangidae).

## Hàbitat i distribució
Habita els boscos de les muntanyes de l'est de la República Democràtica del Congo.